# Zichyújfalu
Zichyújfalu é uma vila localizada na Hungria, no condado de Fejér. Com uma área de 10,82 km², possui 921 habitantes (2015).
Em 1784 ela era propriedade de Ferenc Zichy.

## Galeria

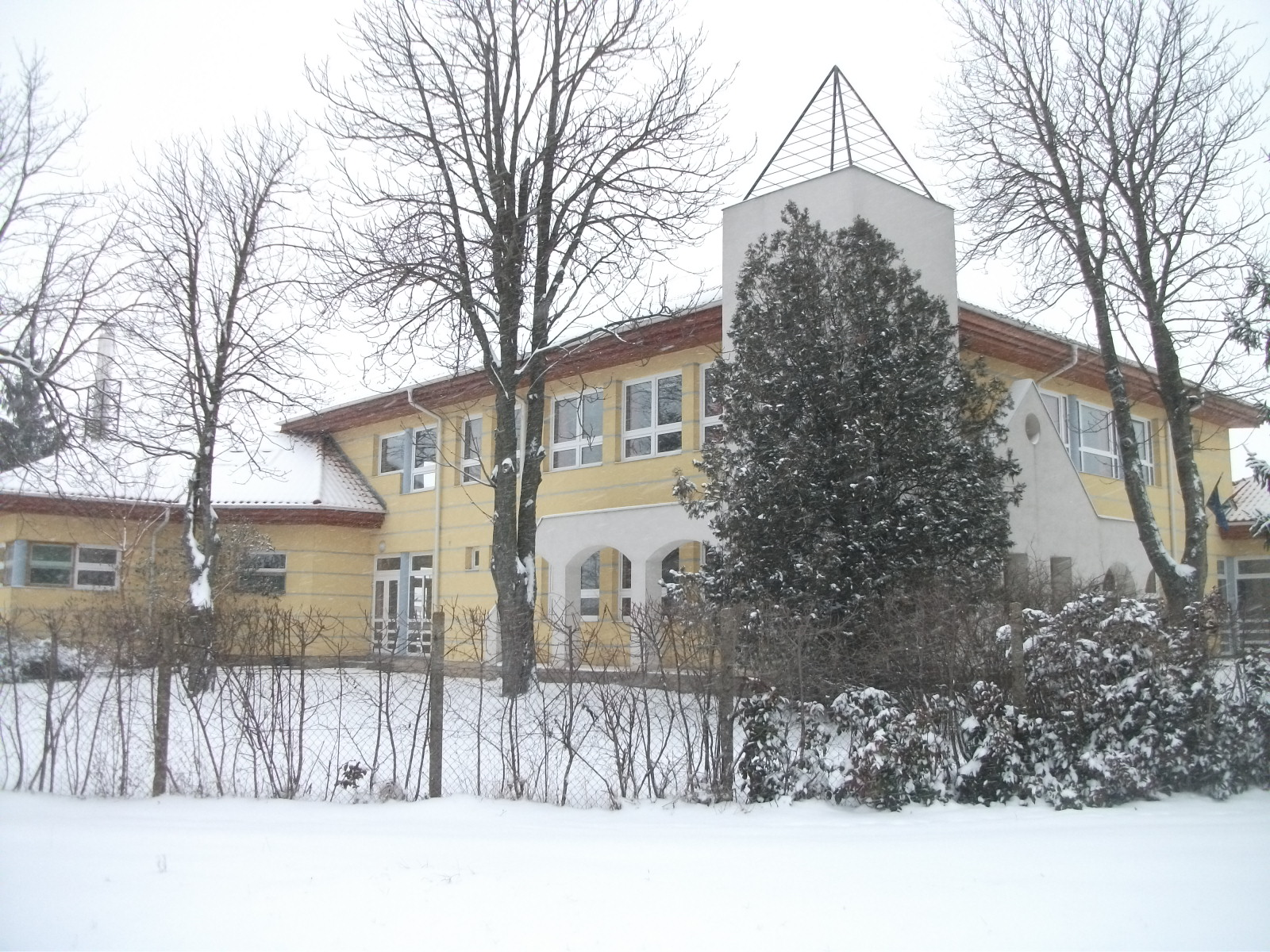
escola primária
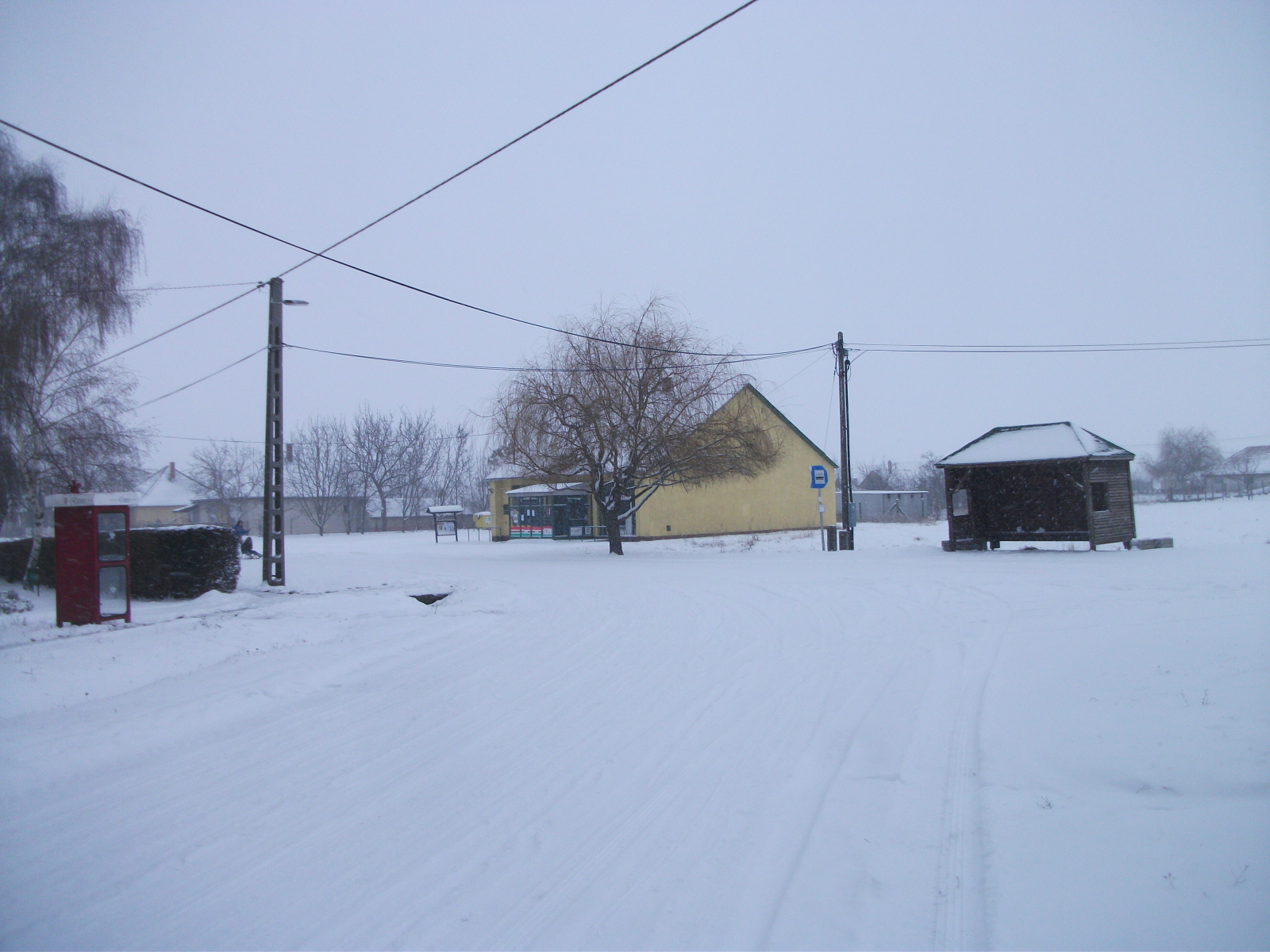
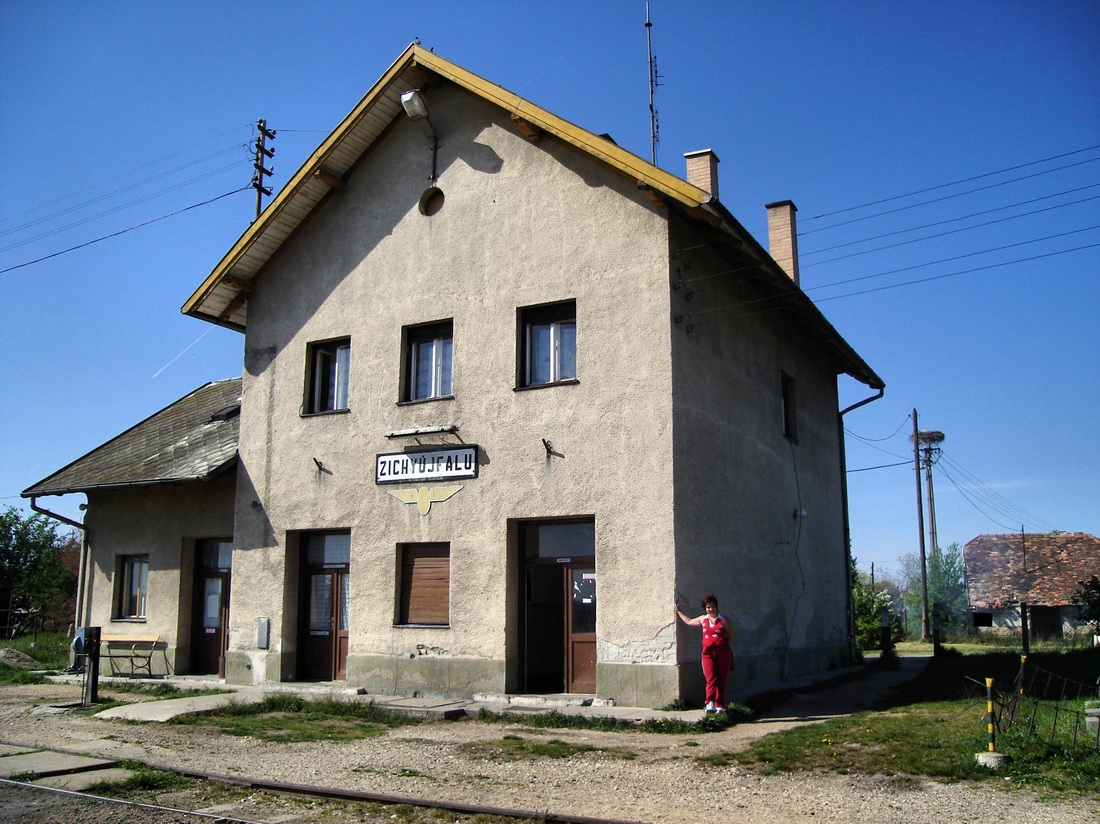
estação ferroviária
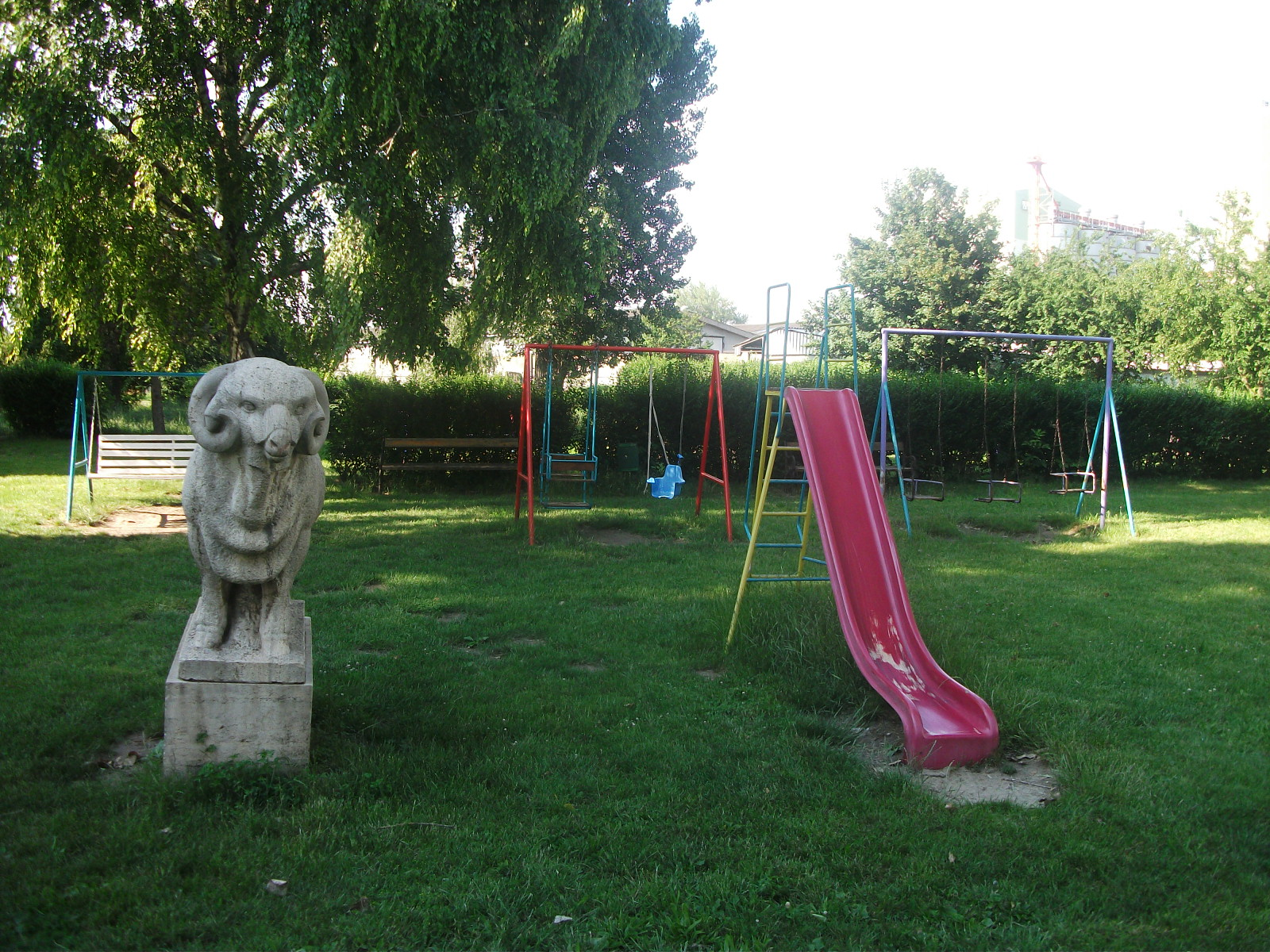
playground
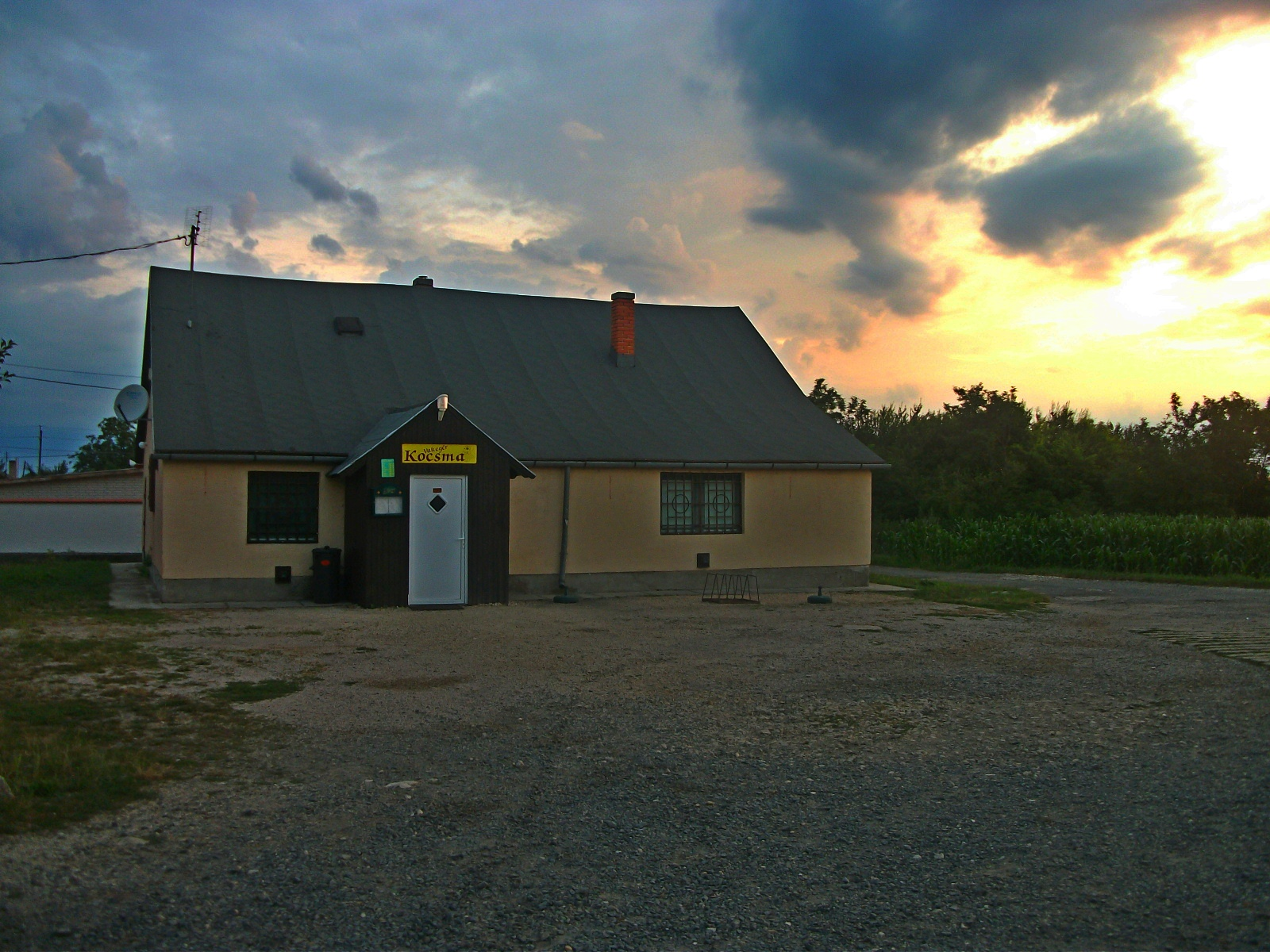
Vakegér pub